# Cacia
Cacia är ett släkte av skalbaggar. Cacia ingår i familjen långhorningar.

## Dottertaxa tillCacia, i alfabetisk ordning[1]
- Cacia aequifasciata
- Cacia albicollis
- Cacia albocancellata
- Cacia albofasciata
- Cacia albovariegata
- Cacia anancyloides
- Cacia andamanica
- Cacia arisana
- Cacia aspersa
- Cacia assamensis
- Cacia basialboantennalis
- Cacia basifasciata
- Cacia batoensis
- Cacia beccarii
- Cacia binaluanica
- Cacia bioculata
- Cacia bispinosa
- Cacia bituberosa
- Cacia bootanana
- Cacia brunnea
- Cacia butuana
- Cacia celebensis
- Cacia cephaloides
- Cacia cephalotes
- Cacia colambugana
- Cacia collarti
- Cacia compta
- Cacia confusa
- Cacia coomani
- Cacia cretifera
- Cacia curta
- Cacia dohertyana
- Cacia elegans
- Cacia estrellae
- Cacia evittata
- Cacia fasciolata
- Cacia flavipennis
- Cacia flavobasalis
- Cacia flavoguttata
- Cacia flavomaculipennis
- Cacia flavomarmorata
- Cacia flavovariegata
- Cacia formosana
- Cacia fruhstorferi
- Cacia griseovittata
- Cacia grisescens
- Cacia grossepunctata
- Cacia grossepunctipennis
- Cacia guttata
- Cacia hebridarum
- Cacia herbacea
- Cacia hieroglyphica
- Cacia imitatrix
- Cacia imogenae
- Cacia integricornis
- Cacia intermedia
- Cacia interruptovittata
- Cacia intricata
- Cacia kaszabi
- Cacia kinabaluensis
- Cacia lacrimosa
- Cacia latefasciata
- Cacia lepesmei
- Cacia ligata
- Cacia lumawigi
- Cacia malaccensis
- Cacia marionae
- Cacia melanopsis
- Cacia milagrosae
- Cacia monstrabilis
- Cacia multiguttata
- Cacia multirustica
- Cacia newmanni
- Cacia niasica
- Cacia nigricollis
- Cacia nigroabdominalis
- Cacia nigrofasciata
- Cacia nigrohumeralis
- Cacia obliquelineata
- Cacia obsessa
- Cacia ochraceomaculata
- Cacia ochreosignata
- Cacia olivacea
- Cacia palawanica
- Cacia parelegans
- Cacia parintricata
- Cacia parumpunctata
- Cacia perahensis
- Cacia picticornis
- Cacia postmediofasciata
- Cacia proteus
- Cacia ribbei
- Cacia rosacea
- Cacia salomonum
- Cacia sarawakensis
- Cacia scenica
- Cacia semilactea
- Cacia semiluctuosa
- Cacia setulosa
- Cacia sexplagiata
- Cacia shirupiti
- Cacia sibuyana
- Cacia singaporensis
- Cacia spilota
- Cacia spinigera
- Cacia subcephalotes
- Cacia subfasciata
- Cacia suturefasciata
- Cacia suturevittata
- Cacia tonkinensis
- Cacia transversefasciata
- Cacia triangularis
- Cacia triangulifera
- Cacia trimaculata
- Cacia ulula
- Cacia unda
- Cacia vanikorensis
- Cacia watantakkuni
- Cacia vermiculata
- Cacia xenoceroides
- Cacia yunnana